# Merlin-Klasse
Die Merlin-Klasse war eine Klasse von Raddampfern der Royal Navy. Die drei hölzernen Dampfschiffe mit seitlichen Schaufelrädern der Merlin-Klasse basierten auf einem Entwurf von William Symonds.

## Antrieb
Alle Schiffe der Klasse verfügten über eine Side-Lever-Dampfmaschine der Firma Fawcett mit 312 PS. Der Kolben hatte einen Durchmesser von 64 Inch und einen Hub von 6 Fuß. Der Wasserrohrkessel lieferte 10 bar Dampf. Die Schaufelräder hatten einen Durchmesser von 24 Fuß und erreichten 19 Umdrehungen pro Minute.

## Einheiten
| Name   | Bauwerft                     | Bestellung    | Kiellegung | Stapellauf         | Indienststellung | Verbleib                                                   |
| ------ | ---------------------------- | ------------- | ---------- | ------------------ | ---------------- | ---------------------------------------------------------- |
| Merlin | Pembroke Dock, Pembrokeshire | 10. März 1838 | April 1838 | 18. September 1838 | 20. April 1839   | April 1858 aufgelegt, Mai 1863 zum Abbruch verkauft        |
| Medusa | Pembroke Dock, Pembrokeshire | 10. März 1838 | Mai 1838   | 31. Oktober 1838   | 8. August 1839   | Dezember 1871 aufgelegt, Februar 1872 zum Abbruch verkauft |
| Medina | Pembroke Dock, Pembrokeshire | 30. März 1839 | Juni 1839  | 18. März 1840      | 19. Oktober 1848 | November 1863 aufgelegt, März 1864 zum Abbruch verkauft    |

Die Schiffe wurden zunächst als Paketschiffe eingesetzt. Während des Krimkriegs wurden sie in Kanonenboote umgebaut.